# Werner Rabe von Pappenheim
Werner Arthur Herbold Rabe von Pappenheim (* 13. September 1877 in Liebenau; † etwa Januar oder Februar 1915 in Nordostchina oder der Mongolischen Steppe) war ein deutscher Offizier und Diplomat.

## Leben
Werner Rabe von Pappenheim entstammte der hessischen Linie des Adelsgeschlechtes Rabe von Pappenheim. Er war der Sohn des Barons und Rittergutsbesitzers Karl Rabe von Pappenheim (1847–1918) und seiner Gattin Fides, geborene Freiin von Herder (1852–1900). Am 30. März 1891, an Ostermontag, wurde er im hessischen Liebenau konfirmiert. Das Abitur erhielt er am 11. März 1896 am Gymnasium Marianum in Warburg.

### Militärlaufbahn
Am 14. März 1896 trat Rabe von Pappenheim als Offiziersanwärter in das 2. Garde-Regiment zu Fuß der Preußischen Armee ein. Das Zeugnis der Reife zum Portepee-Fähnrich erhielt er am 13. September 1896. Am 7. Juli 1897 folgte das Zeugnis der Reife zum Offizier. Die Ernennung Rabe von Pappenheims zum Sekondeleutnant ist auf den 20. Juli 1897 datiert.
Am 9. Juli 1900 wurde Rabe von Pappenheim auf eigenen Wunsch zum 1. Ostasiatischen Infanterie-Regiment versetzt und nahm in den Streitkräften der Vereinigten acht Staaten während der Niederschlagung des Boxeraufstandes am 20. September 1900 an der Beschießung und Einnahme des Peitang-Forts teil. Vom 21. September bis zum 20. Oktober 1900 befehligte Rabe von Pappenheim die deutsche Besatzung dieses Forts. Von Anfang November bis Anfang Dezember 1900 folgten Strafexpeditionen nördlich des Peiho-Flusses und nach Kalgan. 1901 wurde er in die Maschinengewehr-Abteilung seines Regiments bei der Ostasiatischen-Besatzungsbrigade versetzt, der er sechs Monate angehörte. Nach dem Ende des Boxeraufstandes im September 1901 besuchte Rabe von Pappenheim Shanghai und den Jangtsekiang.
Im Februar 1903 kehrte er nach Deutschland zurück und trat wieder in das 2. Garde-Regiment ein. Von 1904 bis 1907 besuchte er die Kriegsakademie und erhielt am 11. September 1907 das Patent zum Oberleutnant. Vom 10. Oktober 1907 bis zum 31. März 1909 studierte er am Seminar für Orientalische Sprachen in Berlin. 1910 folgte die Beförderung zum Hauptmann und am 20. März 1911 die Ernennung zum Hauptmann im Generalstab.

### Diplomatischer Dienst und Geheimauftrag
Aufgrund seines Ranges und seiner erworbenen Sprachkenntnisse war Rabe von Pappenheim etwa zwei Jahre lang als Verbindungsoffizier bei der japanischen Armee in Ostasien kommandiert. Am 11. Oktober 1912 wurde er Militärattaché bei der deutschen Gesandtschaft in Peking. Rabe von Pappenheim und seine Gattin wurden zu angesehenen Personen in Pekinger Diplomatenkreisen, bis der Beginn des Ersten Weltkrieges die politische Lage grundsätzlich veränderte. Da die Republik China sich zunächst zur Neutralität verpflichtete, konnte Rabe von Pappenheim im Land bleiben und organisierte unter anderem den Nachschub für die Belagerten in Tsingtau.
Nach der Einnahme von Tsingtau durch britisch-japanische Verbände im November 1914 lenkte ein Geheimbefehl des Kriegsministeriums und des Generalstabes aus Berlin die Aufmerksamkeit auf den russischen Kriegsgegner. Rabe von Pappenheim erhielt den Auftrag, mit einer Expedition an die Transsibirische Eisenbahn zu reisen, um die Bahnstrecke mittels Sprengstoff zu unterbrechen. Damit sollte die Verbindung Russlands mit seinen fernöstlichen Landesteilen und China gestört werden, um Nachschublieferungen zu erschweren. Rabe von Pappenheim bereitete eine Expedition in die Nähe der Stadt Qiqihar vor, wo eine Brücke und ein Tunnel der Ostchinesischen Eisenbahn – damals Teil der Transsibirischen Eisenbahn – gesprengt werden sollten. Neben Rabe von Pappenheim als Leiter bestand die Expeditionsgruppe aus:
- Fritz Pferdekämper, Professor und Unteroffizier der Reserve,
- Ludwig Ruf, Steiger und Sprengstoffexperte,
- Wilhelm Müller, Kaufmann und Vizewachtmeister der Landwehr,
- Hermann Berger, Leutnant,
- Heinz Werrlein, österreichisch-ungarischer Oberleutnant und
- einem Herrn Zagoricnik, ebenfalls österreichisch-ungarischer Oberleutnant.[11]

Ende Dezember 1914 brach die Expedition mit 50 Kamelen samt Sprengstoff und Silberbarren, als Zahlungsmittel, auf. Danach verlor sich ihre Spur und ihr Schicksal war für mehrere Jahrzehnte unklar. Späteren Berichten zufolge wurden Rabe von Pappenheim und seine Begleiter im Winter oder Frühjahr 1915 von Mongolen – möglicherweise Burjaten – im Auftrag der russischen Regierung auf dem Marsch angegriffen und getötet.

## Todesumstände
Die spärlichen Informationen und abenteuerlichen Umstände der Expedition gaben nachfolgend Anlass für diverse Falschmeldungen, Spekulationen und Halbwahrheiten in der Presse wie auch in offiziellen Kanälen. Maßgeblichen Anteil an der Aufklärung hatte Magdalene Rabe von Pappenheim, die Ende 1915 über die Vereinigten Staaten nach Deutschland zurückkehrte. Jahrelang bemühte sie sich um Würdigung ihres Gatten, kontaktierte offizielle Stellen und ging Berichten anderer Asienreisender nach.
Bereits wenige Monate nach dem Aufbruch der Expedition berichteten internationale Zeitungen von der Unternehmung. Auch wenn das Schicksal der Expeditionsteilnehmer daraus nicht eindeutig hervorging, zeigt dies, dass die Geheimhaltung entweder gar nicht funktioniert hatte oder zumindest nicht von langer Dauer gewesen sein kann. Manche Quellen berichteten von der angeblichen Heimreise Rabe von Pappenheims über die tibetische und mongolische Grenze via Afghanistan und Persien nach Konstantinopel. Andere nannten vage einen Weg „zur Front“, was sich später als unzutreffend herausstellte. Spätere Berichte, wonach ein russisches Amur-Regiment oder von Russland bezahlte Chinesen für den Tod verantwortlich sein sollten, erwiesen sich ebenfalls in wesentlichen Punkten als falsch.
Im Bemühen um einen Schlusspunkt konnte Frau Rabe von Pappenheim Anfang der 1930er Jahre die Aufstellung eines Gedenksteines im Garten der deutschen Botschaft in Peking erreichen. Dessen Schrifttafel nannte unter anderen Gefallenen des Weltkrieges auch Rabe von Pappenheim.
Licht ins Dunkel der Todesumstände brachte jedoch erst eine russische Zeitung aus Harbin im Jahr 1935. Darin berichtete ein ehemaliges Mitglied der russischen Botschaft in Peking, Sergei Ivanovitsch Polikarpov, der das Ehepaar Rabe von Pappenheim aus der Vorkriegszeit kannte, er sei im Mai 1914 in das Vizekonsulat nach Hailar versetzt worden. Dort sei im Kriegswinter 1914/15 die Botschaft eingetroffen, wonach bei einem Mongolenfürsten namens Babudshab ein fremder Offizier mit einer Karawane eingetroffen sei, der die örtlichen Mongolen für Hilfsdienste anzuwerben versuche. Da Babudshab auf der Seite Russlands stand, meldete er diese Begebenheit sogleich an die zaristische Vertretung. Zur Nachprüfung schickte er die Visitenkarte Rabe von Pappenheims mit. Aufgrund der Kenntnis über Rabe von Pappenheim wurden durch Polikarpov die Angaben als richtig erkannt und es erging die Instruktion, „die Abteilung von Pappenheim zu vernichten“. Die Mongolen durften das Silber und den persönlichen Besitz der Reisenden behalten, wenn diese im Gegenzug möglichst viel Material aus dem Tross für Russland sicherten. Tatsächlich gelangten der Sprengstoff und weitere Gegenstände an das russische Vizekonsulat. Rabe von Pappenheim und alle Begleiter waren von den Mongolen zu einem vermeintlichen Lagerplatz gelockt, unterwegs getötet und ihre Leichen verbrannt worden. Im März 1915 begaben sich Konsulatsangehörige an den Tatort. Sie konnten neben Gegenständen der Expedition noch Knochenreste bergen, darunter Polikarpov zufolge auch Schädelstücke Rabe von Pappenheims. Diese wenigen sterblichen Überreste konnten von der Familie Rabe von Pappenheim beschafft und am 13. Juli 1935 in Liebenau beigesetzt werden.

## Familie
Werner Rabe von Pappenheim war seit dem 2. Februar 1907 zu Berlin mit Agnes Marie Kätha Magdalene Rabe von Pappenheim, geb. von Klitzing, Tochter der Luise Kirchhoff und des Bankdirektors, kgl. preuß. Geheimen Ober-Finanzrates Maximilian von Klitzing, verheiratet. Ein Bruder Rabe von Pappenheims war der Landrat des Kreises Kassel und Landeshauptmann von Hessen Gottfried Rabe von Pappenheim (1874–1955).